# Long Island (New York)
Long Island is een eiland voor de Atlantische kust van de Verenigde Staten. Het maakt deel uit van de staat New York. Het is een van de dichtstbevolkte gebieden van de Verenigde Staten. Op het westelijke deel liggen de stadsdelen Brooklyn en Queens van de stad New York. Nassau County is centraal op het eiland gelegen en Suffolk County ligt in het oosten. In Suffolk liggen onder andere de bekende badplaatsen onder meer bekend als de Hamptons.

## Luchthavens
- Long Island MacArthur Airport, Suffolk
- Republic Airport, Suffolk
- John F. Kennedy International Airport, Queens
- LaGuardia Airport, Queens
- Francis S. Gabreski Airport
- Brookhaven Calabro Airport
- Calverton Executive Airpark

## Geschiedenis
Long Island is ontstaan door gletsjers in de ijstijd. Het westen van Long Island werd gekoloniseerd door de Nederlanders. Zij noemden het 't lange eylant.
Het eiland maakte deel uit van de Nederlandse kolonie Nieuw-Nederland.

## Economie
Van 1930 tot circa 1990 werd Long Island beschouwd als een van de luchtvaartcentra van de Verenigde Staten. Bedrijven zoals Grumman Aircraft, Republic, Fairchild en Curtiss waren op Long Island gevestigd met hoofdkantoren en fabrieken.
Long Island heeft ook een prominente rol gespeeld in wetenschappelijk onderzoek. Cold Spring Harbor Laboratory, Brookhaven National Laboratory en Department of Energy Research zijn er gevestigd.
In de recente geschiedenis heeft Long Island zich ontwikkeld tot een locatie voor de computerindustrie. Ondernemingen zoals Sperry Rand, Computer Associates, Motorola Enterprise Mobility, Nikon en Canon hebben er (Noord-Amerikaanse) hoofdkantoren.

## Onderwijs
Het hoger en wetenschappelijk onderwijs op Long Island, afgezien van de stadsdelen Queens en Brooklyn, bestaat uit:
Publiek onderwijs verzorgd door de State University of New York:
- Stony Brook-universiteit
- State University of New York at Old Westbury
- State University of New York at Farmingdale
- Nassau Community College
- Suffolk County Community College

Publiek onderwijs verzorgd door de Federal Service Academies:
- United States Merchant Marine Academy

Particulier onderwijs verzorgd door:
- Adelphi University
- Briarcliffe College
- Dowling College
- Five Towns College
- Hofstra University
- Long Island University
- Molloy College
- New York Institute of Technology
- Polytechnic Institute of New York University
- St. John's University, katholiek
- Saint Joseph's College, katholiek
- Sanford-Brown College
- Touro Law Center
- Watson School of Biological Sciences
- Webb Institute

## Geboren op Long Island
- Alex Cord (1933-2021), acteur
- Mike Stoller (1933-2011), songwriter
- George Segal (1934-2021), acteur
- Nina Kuscsik (1939-2025), atleet
- Bobby Muller (1946),  Vietnamveteraan en vredesactivist
- Patti LuPone (1949), actrice en zangeres
- Nancy Lenehan (1953), actrice
- David Paymer (1954), acteur
- Dee Snider (1955), zanger van Twisted Sister
- Alec Baldwin (1958), acteur
- Brian McNamara (1960), acteur, filmregisseur en filmproducent
- Tracy Pollan (1960), actrice
- Ralph Macchio (1961), acteur
- Helen Slater (1963), actrice, zangeres en songwriter
- Mariah Carey (1969 of 1970), actrice, zangeres en producer
- Lisa Brenner (1974), actrice
- Meredith Eaton (1974), actrice
- Adam Busch (1978), acteur, zanger, regisseur
- LP (1981), zangeres
- David Blue (1982), acteur en filmproducent
- Torrey DeVitto (1984), actrice en muzikante

## Sport
Long Island kent de volgende professionele sportploegen:
| Club                     | Sport     | Opgericht | Liga                            | Sportcomplex                     |
| ------------------------ | --------- | --------- | ------------------------------- | -------------------------------- |
| New York Islanders       | IJshockey | 1972      | National Hockey League          | Nassau Coliseum                  |
| Long Island Rough Riders | Voetbal   | 1994      | United Soccer Leagues           | Mitchel Athletic Complex         |
| Long Island Lizards      | Lacrosse  | 2001      | Major League Lacrosse           | Mitchel Athletic Complex         |
| Long Island Ducks        | Honkbal   | 2000      | Atlantic League                 | Citibank Park                    |
| Strong Island Sound      | Basketbal | 2005      | American Basketball Association | Suffolk County Community College |
| New York Mets            | Honkbal   | 1962      | Major League Baseball           | Citi Field                       |
| Brooklyn Cyclones        | Honkbal   | 2001      | New York-Penn League            | KeySpan Park                     |

## Galerij

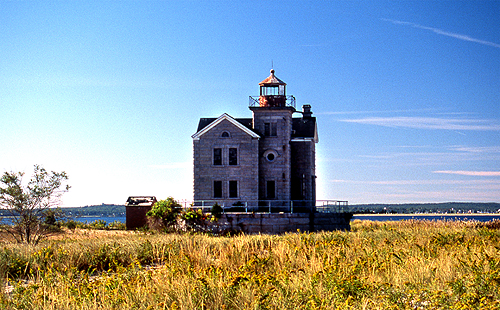
Cedar Island Lighthouse
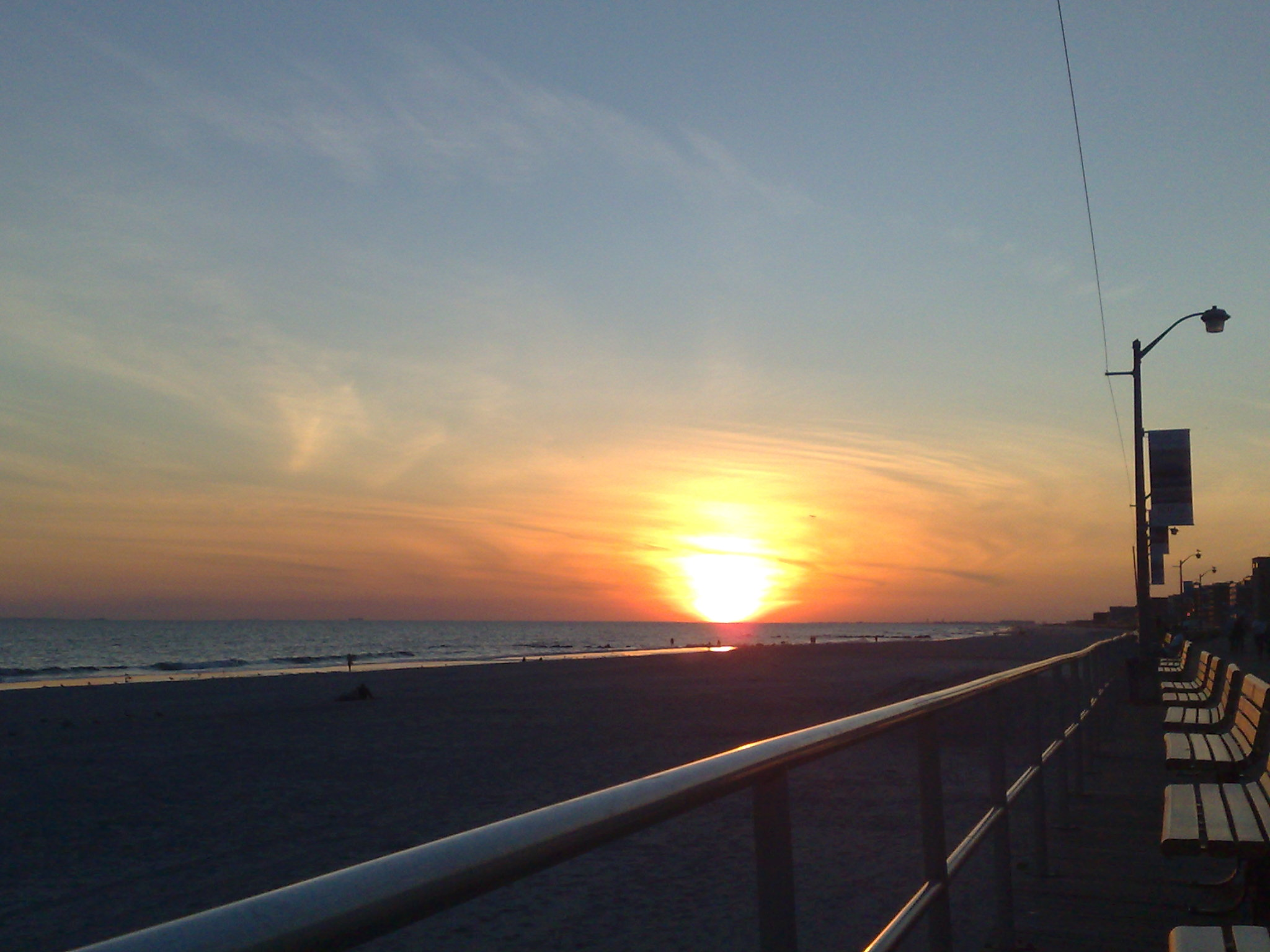
Long Beach
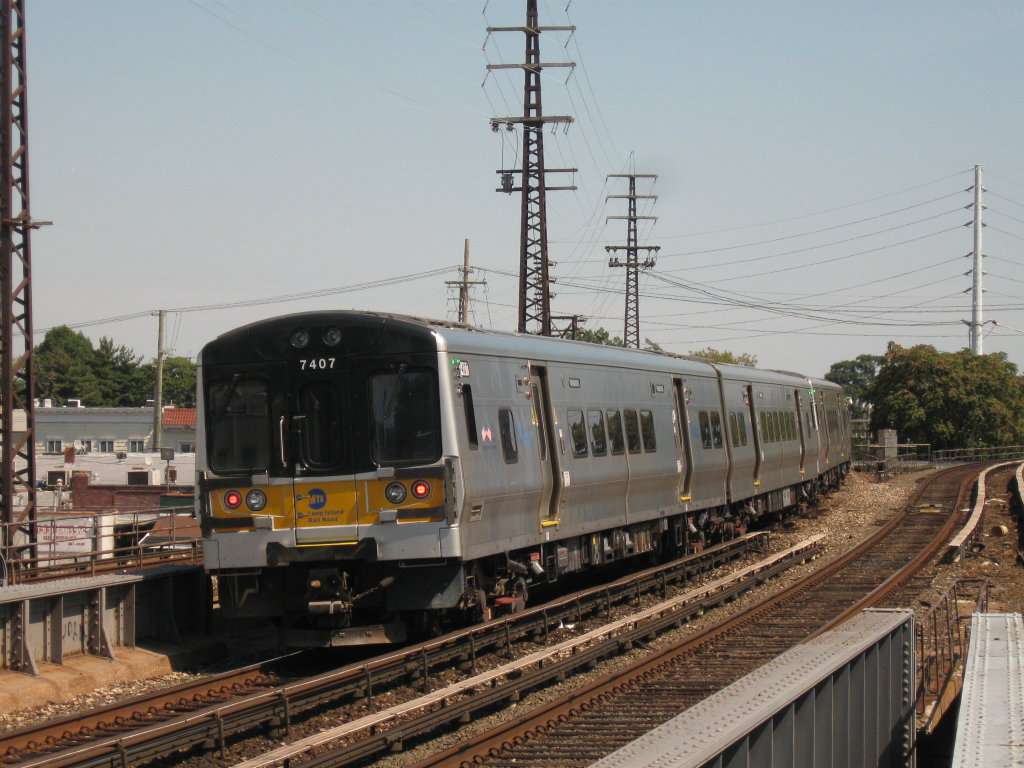
Long Island Rail Road
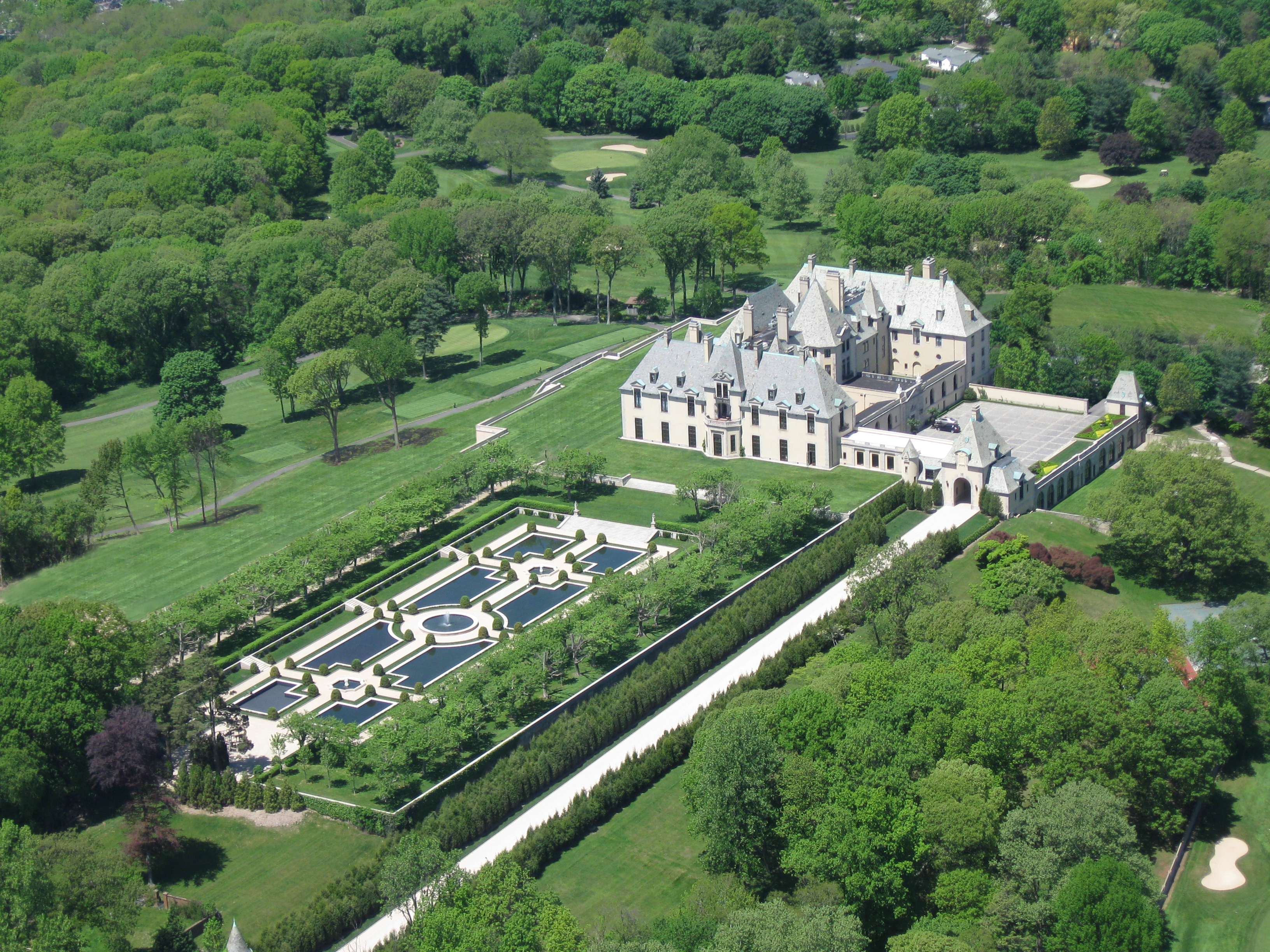
Oheka Castle